# جهانغيري السفلى (بوزي)
جهانغيري السفلى (بالفارسية: جهانگیری سفلی) هي منطقة سكنية تقع في إيران في قسم بوزي الريفي. يقدر عدد سكانها بـ 745 نسمة بحسب إحصاء 2016.